# Rodica Ciocan-Ivănescu
Rodica Ciocan-Ivănescu (12 octombrie 1916, București) a fost o traducătoare, universitar și istoric literar. 

## Activitate
A urmat Facultatea de Istorie din cadrul Universității din București (1934-1938), unde a fost studenta lui Nicolae Iorga, P.P. Panaitescu, D. Russo, și, din 1935, Facultatea de Litere, specialitatea limba franceză, avându-l între profesori pe Charles Drouhet. 
A colaborat constant la reviste ca „Neamul românesc", „Balcania", „Secolul 20", „Studia et Acta Orientalia" (a făcut parte și din colectivul de redacție) și „Byzantion" (Bruxelles). A participat la sesiuni și congrese naționale și internaționale. A fost lector la Institutul Pedagogic și la Universitatea din Timișoara (1965-1970).
Între 1955 și 1957 a folosit pseudonimul Aldona Bielska. În afara a numeroase lucrări care urmăresc interferențele culturale sud-est europene și orientale, învățând limba polonă ca autodidact, Ciocan-Ivănescu se remarcă prin numeroase traduceri din această limbă.

## Traduceri
- Jan Kochanowski, Trenii, București, 1941 (în colaborare cu T. Gostynski);
- Ștefan Zeromski, Doctor Judym, București, 1958 (în colaborare cu Iulia Soare);
- Danuta Biehkowska, Pe urmele cuiburilor de vulturi, București, 1958 (în colaborare cu Constantin Țoiu), De m-ai iubi, București, 1974;
- Frantisek Behounek, Acțiunea L. Aventuri într-un secol atomic, București, 1962 (în colaborare cu Corvin Gruia); Waclaw Kubacki, Trista Veneție, București, 1974;
- Mariusz Karpowicz, Arta polonă în secolul al XVII-lea, București, 1979;
- Wladyslaw Tatarkiewicz, Istoria celor șase noțiuni, prefață de Dan Grigorescu, București, 1981